# ورنچانی (گورنگی میلانوواتس)
ورنچانی (به صربی: Vrnčani) یک منطقهٔ مسکونی در صربستان است که در ناحیه موراویتسا واقع شده‌است. ورنچانی ۹٫۸۵ کیلومتر مربع مساحت و ۳۳۰ نفر جمعیت دارد.